# Modron
Modron est un personnage de la mythologie celtique galloise. Mère du héros Mabon ap Modron, elle pourrait dériver de la déesse celtique Dea Matrona et avoir inspiré à son tour la fée Morgane de la légende arthurienne.

## Mentions

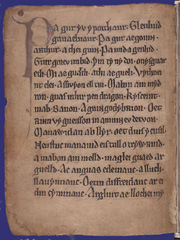
Les premiers vers de ' dans le Livre noir de Carmarthen.

La plus ancienne mention de Modron figure peut-être dans le poème Pa gur yv y porthaur? (en), qui mentionne un dénommé Mabon am Mydron parmi les guerriers du roi Arthur. Le conte Culhwch ac Olwen raconte que son fils Mabon lui est enlevé alors qu'il n'est âgé que de trois jours ; le sauvetage de Mabon constitue l'une des principales péripéties de l'histoire.
Dans les triades galloises, Modron est décrite comme la fille d'Afallach (en) et la mère des jumeaux Owain et Morfydd, nés de sa relation avec le roi Urien de Rheged. La naissance des jumeaux est l'objet d'un récit plus détaillé dans le manuscrit Peniarth 147 qui ne donne pas le nom de leur mère.
Modron est également mentionnée dans le poème Cad Goddeu (en).

## Origines
Le couple mère-fils formé par Modron et Mabon reflète peut-être deux divinités celtiques plus anciennes : Dea Matrona et Maponos. L'universitaire W. J. Gruffydd envisage que l'origine de Modron soit la même que celle de Rhiannon, personnage des Mabinogion ayant elle aussi perdu son fils (Pryderi) à un très jeune âge.